# Gitaarmuziek
Gitaarmuziek is muziek gespeeld op de gitaar of muziek waarin de gitaar het belangrijkste instrumentale aandeel heeft.
In de popmuziek gebruikt men het woord 'gitaarmuziek' men meestal van rock, maar het kan ook singer/songwriter zijn of experimentele muziek (prepared gitaar). Veel folkloristische muziek is ook hoofdzakelijk op de gitaar gericht. Voorbeelden hiervan zijn flamenco, blues en rock.